# Garinish (Bantry Bay)
Die Insel Garinish (irisch: Garinis, dt. „nahe Insel“)  – auch als Ilnacullin (ir.: Oileán an Chulinn, dt. „Insel der Stechpalme“) bekannt – liegt in der  Bucht von Bantry vor der Stadt Glengarriff, County Cork im Südwesten der Republik Irland.

## Lage und Beschreibung

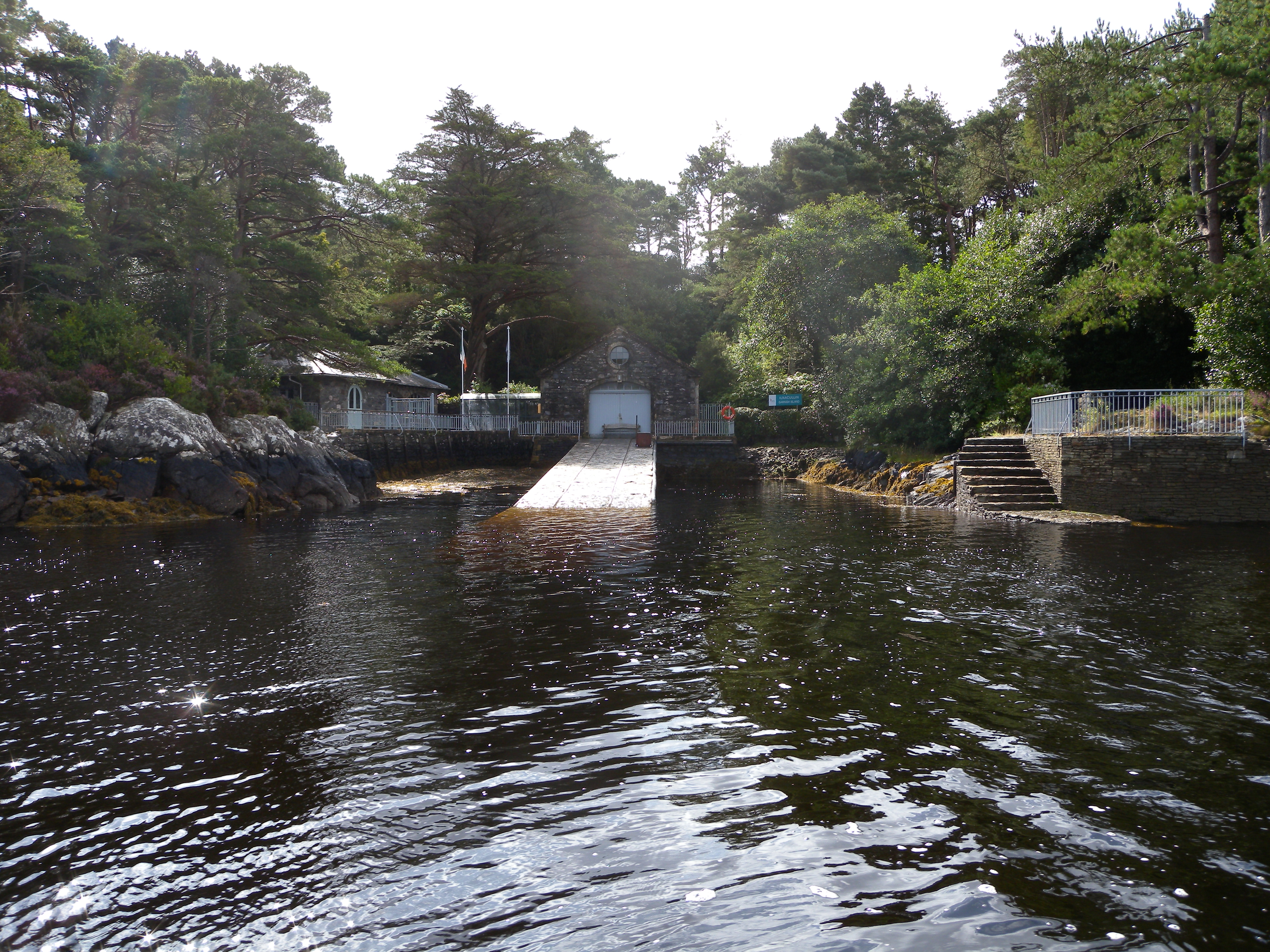
Schiffsanlegestelle auf Garinish

Die Insel hat eine Größe von etwa 15 Hektar und zeichnet sich durch ihre Gärten und den Artenreichtum von Bäumen und Sträuchern aus. Entstanden sind die Gärten zwischen 1911 und 1914 in Zusammenarbeit des damaligen Besitzers Annan Bryce mit dem Architekten und Landschaftsgärtner Harald Peto. Die Insel ging 1953 in den Besitz des Staates über. Auf amtlichen Karten heißt die Insel Garinish, so wie sie international bekannt ist. Der andere Name – Ilnacullin („Insel der Stechpalmen“) – ist wohl älter.
Man erreicht die Insel mit einer privaten Fähre von Glengarriff. Eine Besichtigung ist in den Sommermonaten, sonst nach Vereinbarung möglich. Für die Überfahrt und für den Eintritt muss man getrennt Gebühren bezahlen. Die Überfahrt führt an Robbenbänken vorbei.

## Klima
Garinish liegt geschützt in der Bucht von Bantry und unter dem wärmenden Einfluss des Golfstroms. Das Klima ist fast subtropisch. Die Winter sind mild, Frost gibt es nur kurz und schwach, die Niederschlagsmenge ist recht hoch.

## Aufteilung der Insel
Die Insel ist in verschiedene Themenbereiche eingeteilt, die auf einem Rundweg besichtigt werden können.
- Die Rasenrabatte
- Der italienische Garten im klassischen Stil mit einem kleinen Gartenhaus
- Der Zederngarten
- Das Moorbeet
- Der griechische Tempel
- Das Tal des Glücks
- Der Dschungel
- Der Martello-Turm
- Ummauerter Garten
- Hartplatz
- Kleines Tal

## Entstehung der Gärten
Als die Familie Bryce die Insel 1910 kaufte, war Garinish nur ein karger Felsen, die Erde war dünn und sehr torfig. Daher wurde Humus vom Festland herangeschafft, um die Insel wurde ein Windschutz aus Nadelbäumen gepflanzt. Erst danach war es möglich, die Pläne von Harald Peto umzusetzen.

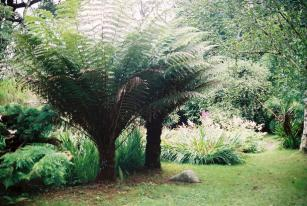
Etwa 2 m große Baumfarne
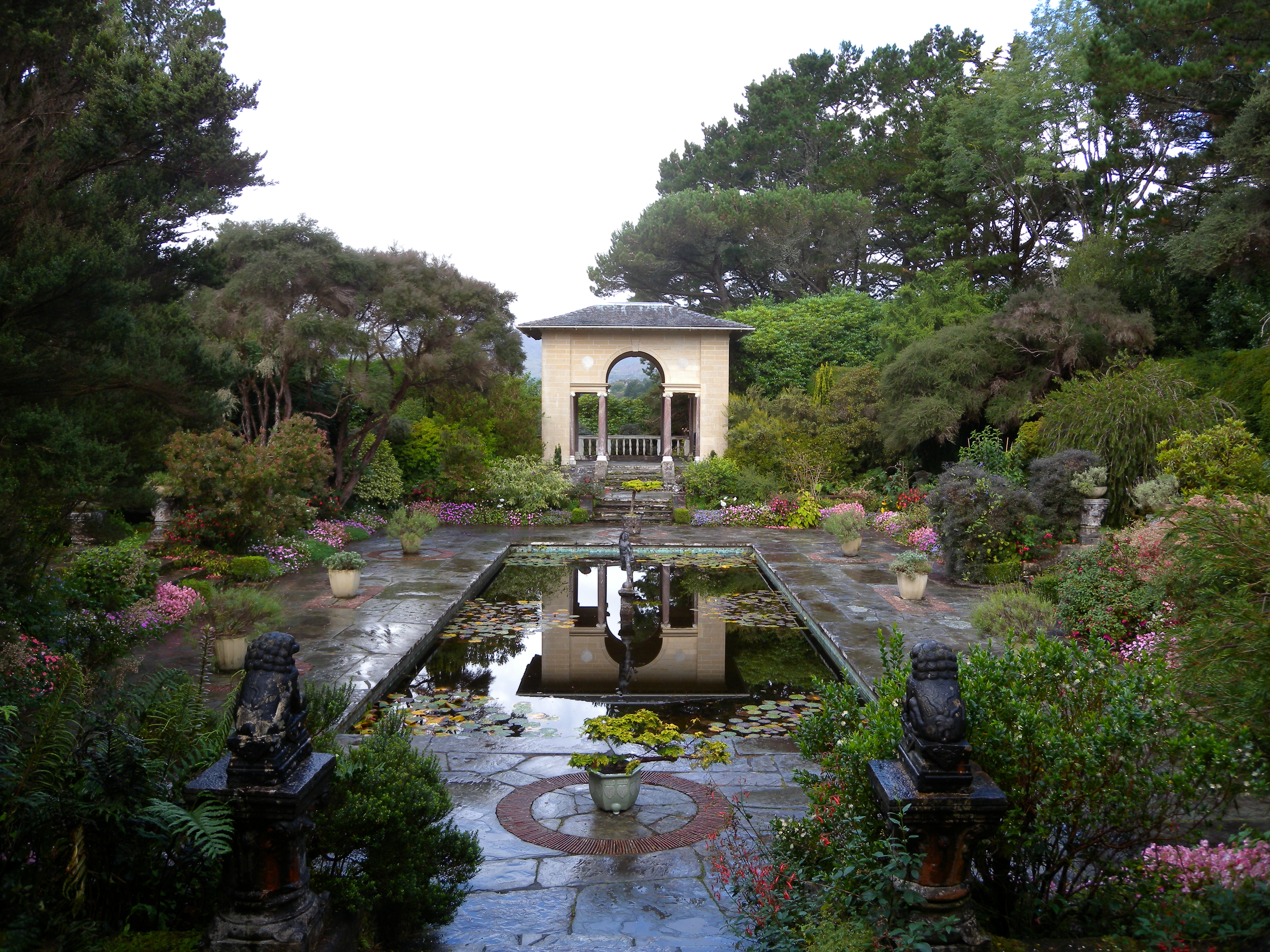
Italienischer Garten
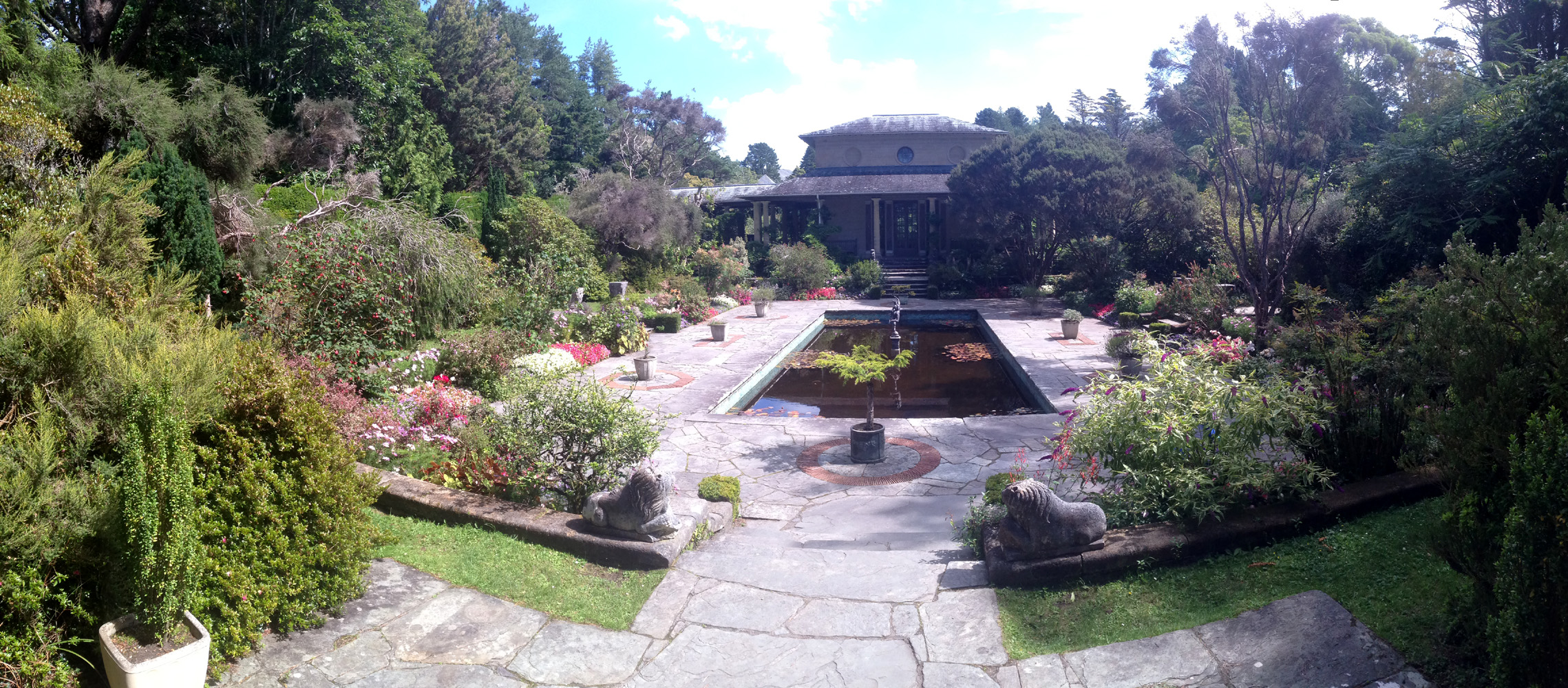
Italienischer Garten